# Bullitt
Bullitt è un film statunitense del 1968 diretto da Peter Yates.
Interpretato da Steve McQueen, è un film poliziesco imperniato sulla figura di un tenente di polizia molto astuto, diffidente e di poche parole, che riesce a risolvere un intricato caso nonostante influenze politiche e una potente avversione dal suo stesso distretto.
Nel 2007 è stato scelto per essere conservato nel National Film Registry della Biblioteca del Congresso degli Stati Uniti.

## Trama
San Francisco, California. Frank Bullitt, tenente della squadra omicidi, viene incaricato da un politicante, Walter Chalmers, di proteggere un certo Ross, un malavitoso intenzionato a testimoniare contro una potente organizzazione criminale. Bullitt cerca di garantire l'incolumità di Ross, ma questi viene ugualmente ucciso da due sicari; il tenente, per non incorrere nelle ire dell'uomo politico e per poter far luce sul caso, occulta il cadavere, proseguendo al contempo le indagini.

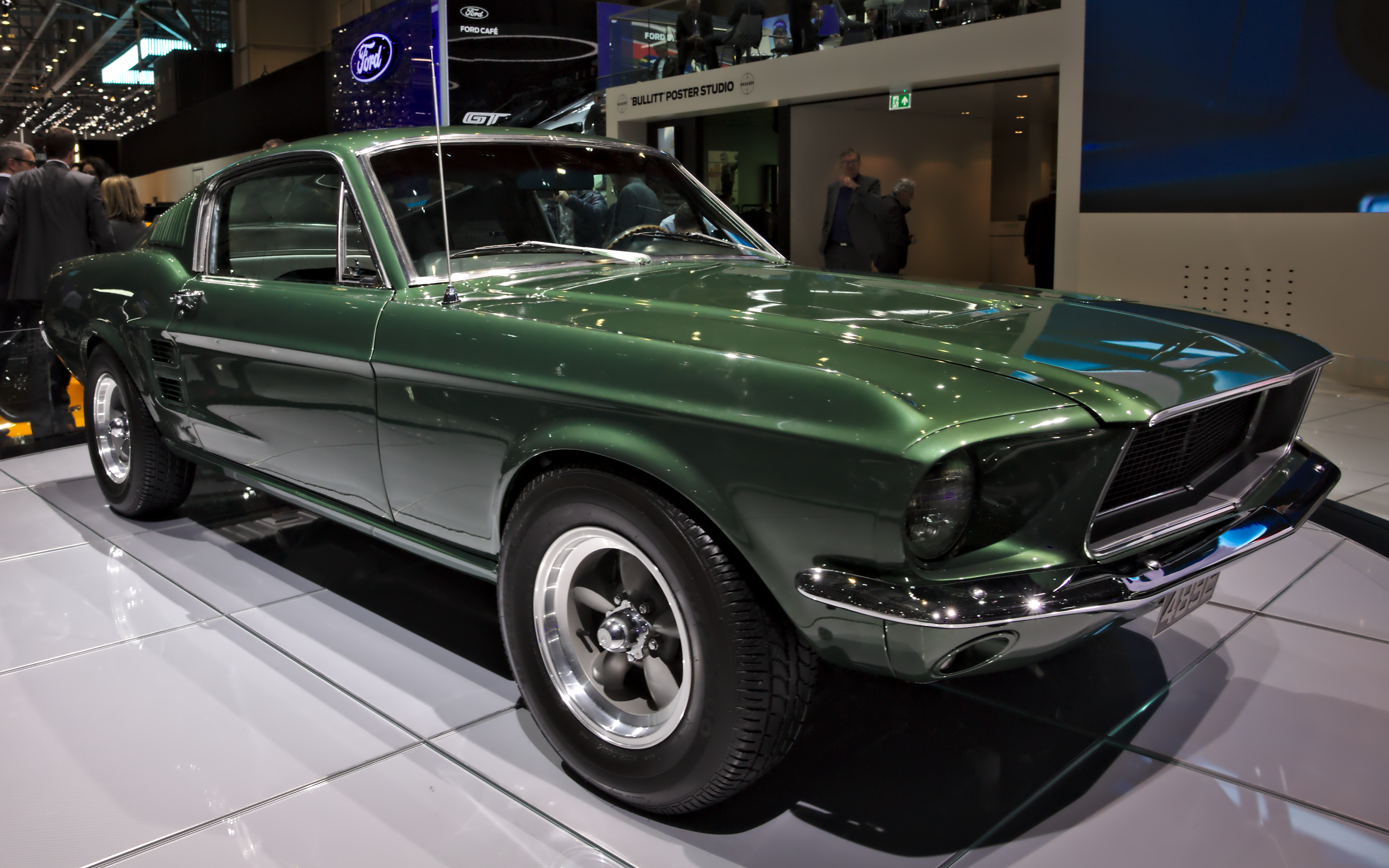
La Mustang usata nel film Bullit

Grazie alla collaborazione del fidato Delgado ricostruisce in modo discreto ma efficace la vicenda, scampando anche a un agguato stradale grazie alle sue formidabili doti di guidatore con la sua Ford Mustang. I due, pressati sempre più da vicino da Chalmers, riescono a scoprire che l'ucciso non è il vero Ross, bensì un tale Albert Renick, probabilmente pagato da Ross per sostituirsi a lui. Bullitt scopre poi che Ross è intenzionato a partire per l'Europa, e si precipita all'aeroporto. Lì ha luogo la scena finale: dopo un rischioso inseguimento a piedi sulla pista tra gli aerei che si preparano al decollo, Ross viene ucciso e Bullitt può finalmente chiudere il caso.

## L'inseguimento e la Ford Mustang
Nel film è celebre una scena d'inseguimento di dieci minuti tra una Dodge Charger R/T di colore nero con Bill Hickman al volante e una Ford Mustang GT390 Fastback, guidata da McQueen, contraddistinta dal particolare colore verde scuro metallizzato (Dark Highland Green) e dai cerchi da corsa Torq Thrust. Entrambe le auto sono del 1968.
Durante le riprese vennero utilizzati due esemplari di Mustang: uno guidato da McQueen dotato di impianto fumogeno sul retrotreno, l'altro, guidato dallo stunt-man Bud Ekins e dotato di roll-bar e sospensioni rinforzate (soprannominato Jumper, fu utilizzato per i salti sulle discese di San Francisco). Dopo il film le auto scomparvero per decenni. Il primo ritrovamento fu quello della Jumper, trovata abbandonata in un deposito del Messico a marzo 2017; l'altra auto venne fuori qualche mese dopo da una famiglia del New Jersey che per quarant’anni l'ha conservata in segreto, quindi sottoposta a un restauro conservativo dalla stessa Ford ed esposta al salone internazionale dell'auto di Detroit nel gennaio 2018, in corrispondenza della presentazione della "Bullitt Limited Edition" della Mustang di ultima generazione.
La targa della Mustang (California JJZ 109) viene ripresa da Quentin Tarantino per la Chevrolet Nova guidata dallo stuntman Mike McKay (Kurt Russell) nel film Grindhouse - A prova di morte (2007), stavolta però targata Texas.

## Produzione
Il soggetto è tratto dal romanzo Mute Witness di Robert L. Fish (1912-1981), pubblicato per la prima volta nel 1963.
Le riprese sono avvenute completamente per le vie di San Francisco; le scene interne sono state invece realizzate presso gli studi della Warner Bros. a Burbank (California).
In uno speciale dietro le quinte del film, si vede all'inizio Steve McQueen e Bill Hickman che si esercitano su una pista da corsa a bordo delle rispettive auto sulle manovre dell'inseguimento che dovranno svolgere.

## Premi e riconoscimenti
- Premi Oscar 1969: miglior montaggio

## Remake
Un remake è in fase di studio dal 2003 con Brad Pitt assegnato alla parte che fu di Steve McQueen. Nonostante la volontà dei produttori di mandare avanti il progetto, il film non ha ottenuto semaforo verde ed è rimasto in stallo. Oltre un decennio dopo si è pensato a Jason Statham per il ruolo di Bullitt, ma il progetto si è nuovamente arenato.